# Paix de Ponche Verde
La paix de Ponche Verde, également traité de Ponche Verde, est le traité mettant fin à la guerre des Farrapos, signé le 8 février 1845 par les Riograndeses, représentés par le républicain David Canabarro, et l'empire du Brésil, à Poncho Verde, une localité de Dom Pedrito. Les points de l'accord en étaient :
- Les Riograndenses choisiraient le nouveau président de la province[1] ;
- L'Empire paierait les dettes du gouvernement républicain ;
- Les officiers républicains seraient incorporés à l'Armée impériale aux mêmes postes, à l'exception des généraux ;
- Étaient déclarés libres tous les esclaves qui avaient lutté dans les troupes républicaines[2] ;
- Tous les procès de la Justice républicaine en jugement continueraient à être valides ;
- La sécurité individuelle et la propriété seraient garanties ;
- Tous les prisonniers de guerre seraient rendus à la province ;
- Les officiers et soldats qui avaient adhéré à la cause rebelle seraient amnistiés et incorporés à l'armée impériale ;
- l'Empire démarquerait définitivement la frontière avec l'Uruguay.

Le 1er mars, le légaliste Caxias déclara pacifiée la province. Un accord bien ficelé mit fin à la révolution Farroupilha. Officiellement sans vaincus ni vainqueurs, une nouvelle époque allait être inaugurée.